# Нидервайлер (Айфель)
Нидервайлер (нем. Niederweiler) — община в Германии, в земле Рейнланд-Пфальц. Посёлок впервые упоминается в летописях в 1257 году.
Входит в состав района Айфель-Битбург-Прюм. Подчиняется управлению Битбург-Ланд. Население составляет 85 человек (на 31 декабря 2010 года). Занимает площадь 4,58 км².